# Oligodendrócito
Oligodendrócitos (do grego, 'células com alguns ramos') são um tipo de célula da glia cujas funções principais são fornecer suporte e isolamento para axônios no sistema nervoso central de alguns vertebrados, equivalente à função desempenhada pelas células de Schwann no sistema nervoso periférico. Os oligodendrócitos fazem isso criando a bainha de mielina.  Um único oligodendrócito pode estender seus processos para 50 axônios, envolvendo aproximadamente 1 μm de bainha de mielina em torno de cada axônio; As células de Schwann, por outro lado, podem envolver apenas um axônio. Cada oligodendrócito forma um segmento de mielina para vários axônios adjacentes.
Os oligodendrócitos são encontrados apenas no sistema nervoso central, que compreende o cérebro e a medula espinhal. Originalmente, pensava-se que essas células eram produzidas no tubo neural ventral; no entanto, a pesquisa agora mostra que os oligodendrócitos se originam da zona ventricular ventral da medula espinhal embrionária e, possivelmente, têm algumas concentrações no prosencéfalo. Eles são o último tipo de célula a ser gerado no SNC. Os oligodendrócitos foram descobertos por Pío del Río Hortega.
Sem os oligodendrócitos, os neurônios não sobrevivem em meio de cultura. Em suas características físicas os oligodendrócitos mostram-se um corpo celular arredondado e pequeno, com poucos prolongamentos, curtos, finos e pouco ramificados (daí o nome: oligo= pouco;  dendro= ramificação). Assim como em diversas células do corpo humano nos  oligodendrócitos podem ser geradas neoplasias (tumores), que neste caso são os oligodedrogliomas.

## Classificação
Os oligodendrócitos são um tipo de célula da glia. Eles surgem durante o desenvolvimento de células precursoras de oligodendrócitos (OPCs), que podem ser identificadas por sua expressão de uma série de antígenos, incluindo o gangliosídio GD3,, o proteoglicano de sulfato de condroitina G2, e o receptor do fator de crescimento derivado de plaquetas (PDGF-alphaR). Os oligodendrócitos maduros são amplamente classificados em oligodendrócitos satélites mielinizantes ou não mielinizantes. Os precursores e ambos os tipos maduros são tipicamente identificados por sua expressão do fator de transcrição OLIG2.

## Desenvolvimento
A maioria dos oligodendrócitos se desenvolve durante a embriogênese e no início da vida pós-natal a partir de regiões germinativas periventriculares restritas. A formação de oligodendrócitos no cérebro adulto está associada a células progenitoras restritas à glia, conhecidas como células progenitoras de oligodendrócitos (OPCs). As células da zona subventricular migram para longe das zonas germinativas para preencher as substâncias branca e cinzenta em desenvolvimento, onde se diferenciam e amadurecem em oligodendrócitos formadores de mielina. No entanto, não está claro se todos os progenitores de oligodendrócitos sofrem essa sequência de eventos.
Entre a gestação média e o nascimento a termo, três estágios sucessivos da linhagem clássica de oligodendrócitos humanos são encontrados na substância branca cerebral humana: OPCs, oligodendrócitos imaturos (não mielinizantes) e oligodendrócitos maduros (mielinizantes). Foi sugerido que alguns sofrem apoptose, e outros não conseguem se diferenciar em oligodendrócitos maduros, mas persistem como OPCs adultos.  Notavelmente, a população de oligodendrócitos originada na zona subventricular pode ser dramaticamente expandida pela administração de fator de crescimento epidérmico (EGF).

## Função

### Mielinização

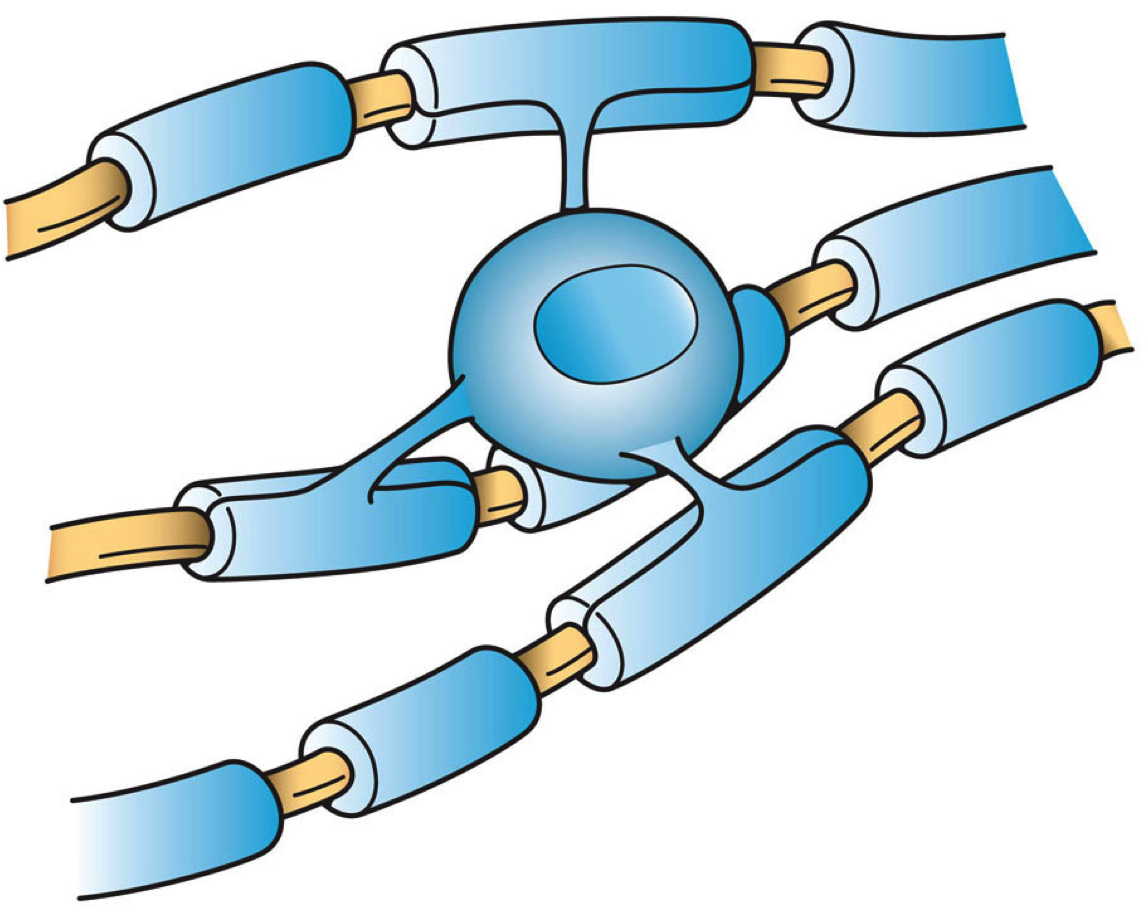
Um oligodendrócito mielinizando vários axônios.

O sistema nervoso dos mamíferos depende crucialmente das bainhas de mielina, que reduzem o vazamento de íons e diminuem a capacitância da membrana celular, para uma rápida condução do impulso nervoso. A mielina também aumenta a velocidade do impulso, pois a propagação saltatória dos potenciais de ação ocorre nos nódulos de Ranvier entre as células de Schwann (do SNP) e os oligodendrócitos (do SNC). Além disso, a velocidade de impulso dos axônios mielinizados aumenta linearmente com o diâmetro do axônio, enquanto a velocidade de impulso das células não mielinizadas aumenta apenas com a raiz quadrada do diâmetro. O isolamento deve ser proporcional ao diâmetro da fibra interna. A proporção ideal do diâmetro do axônio dividido pelo diâmetro total da fibra (que inclui a mielina) é de 0,6.
A mielinização é prevalente apenas em algumas regiões do cérebro no nascimento e continua na idade adulta. Todo o processo não está completo até cerca de 25-30 anos de idade. Ratos que foram criados em um ambiente enriquecido, que é conhecido por aumentar a flexibilidade cognitiva, tiveram mais mielinização no corpo caloso.

### Suporte metabólico
Os oligodendrócitos interagem intimamente com as células nervosas e fornecem suporte trófico pela produção de fator neurotrófico derivado da linha de células gliais (GDNF), fator neurotrófico derivado do cérebro (BDNF) ou fator de crescimento semelhante à insulina-1 (IGF-1). Eles também podem fornecer metabólitos diretamente aos neurônios, conforme descrito pela hipótese do transporte de lactato.
É hipotetizado que os oligodendrócitos satélite (ou oligodendrócitos perineuronais) são funcionalmente distintos de outros oligodendrócitos. Eles não estão ligados aos neurônios por meio de bainhas de mielina e, portanto, não contribuem para o isolamento. Eles permanecem opostos aos neurônios e regulam o fluido extracelular. Os oligodendrócitos satélite são considerados parte da substância cinzenta, enquanto os oligodendrócitos mielinizantes são parte da substância branca. Eles podem apoiar o metabolismo neuronal. Oligodendrócitos satélite podem ser recrutados para produzir nova mielina após uma lesão desmielinizante..

## Significância clínica
As doenças que resultam em lesão de oligodendrócitos incluem doenças desmielinizantes, como esclerose múltipla e várias leucodistrofias. Trauma no corpo (por ex. lesão da medula espinhal) também pode causar desmielinização. Os oligodendrócitos imaturos, que aumentam em número durante o meio da gestação, são mais vulneráveis a lesões por hipóxia e estão envolvidos na leucomalácia periventricular. A disfunção de oligodendrócitos também pode estar implicada na fisiopatologia da esquizofrenia e transtorno bipolar.
Os oligodendrócitos também são suscetíveis à infecção pelo vírus JC, que causa leucoencefalopatia multifocal progressiva (LMP), uma condição que afeta especificamente a substância branca, geralmente em pacientes imunocomprometidos. Os tumores de oligodendrócitos são chamados de oligodendrogliomas. O agente quimioterápico Fluorouracil (5-FU) causa danos aos oligodendrócitos em camundongos, causando danos agudos ao sistema nervoso central (SNC) e piora progressiva da degeneração do SNC.